# アヌラ・バンダラナイケ
アヌラ・バンダラナイケ（シンハラ語: අනුර බණ්ඩාරනායක, 英語: Anura Priyadarshi Solomon Dias Bandaranaike, 1949年2月15日 - 2008年3月16日）は、スリランカの政治家。国会議長や外相などを歴任した。父は第4代首相のソロモン・バンダラナイケ、母は第7代首相のシリマヴォ・バンダラナイケ、姉は元大統領のチャンドリカ・クマーラトゥンガ。

## 生い立ちと家族関係
1949年2月15日、セイロンの首都コロンボにおいて父ソロモン・バンダラナイケ、母シリマヴォ・バンダラナイケの長男として生まれた。彼は3人兄弟の末っ子であり、上に2人の姉がいた。彼の家は長く続く政治家の家系であり、祖父の代から政治に関わってきた。父ソロモンもアヌラが生まれた時点で既に閣僚入りを果たしており、1956年には同国の首相となった。しかし、アヌラが10歳になった1959年9月26日、父ソロモンは暗殺されてしまう。ソロモンの死後、母親のシリマヴォがその遺志を継いでスリランカ自由党を指導し、1960年7月には世界初の女性首相に就任した。アヌラを含む3人の子供たちもその後を継ぎ、長女のスネトラはフィランソロピストになり、次女のチャンドリカ・クマーラトゥンガは後に大統領となった。

## 学歴
スリランカの名門ロイヤル・カレッジ・コロンボを卒業しており、ラニル・ウィクラマシンハやディネーシュ・グナワルダナらと同学年であった。その後ロンドン大学で歴史学を専攻し、1973年に卒業した。

## 政治家として

### 政界入り
アヌラがスリランカに帰国した1974年当時、母親のシリマヴォが2期目の首相を務めていた。アヌラ自身も帰国後すぐにスリランカ自由党（SLFP）で活動を始め、青年団体のリーダーを任された。3年後の1977年に行われた総選挙で初立候補し、彼自身は当選したがSLFPは惨敗であった。その後、アヌラは生涯に渡って国会議員を務め続けた。選挙の結果SLFPは第一野党の座すら獲得できず、17議席を獲得したタミル統一解放戦線書記長のA・アミルタリンガムが野党指導者に就任した。
1980年10月、当時の大統領ジュニウス・リチャード・ジャヤワルダナによって任命された特別委員会の調査により、シリマヴォと彼女の甥であるフェリックス・ディアス・バンダラナイケの不正が明らかとなった。シリマヴォはその後もSLFP党首を続投したが、アヌラが次期党首候補と目されるようになった。

### 野党指導者として
1983年10月にアミルタリンガムが議会をボイコットした結果、翌月からアヌラ・バンダラナイケが野党指導者に就任することとなった。その後、1988年までの5年間その座につき続けた。

### バンダラナイケ家の指導継続
1989年、12年ぶりに総選挙が実施され、アヌラは自身の地盤であるガンパハ選挙区から出馬した。この選挙でも彼は当選を果たしたが、SLFPは依然として野党のままであった。また、この選挙以降母親のシリマヴォ・バンダラナイケが市民権を回復し、アヌラは母親に野党指導者の座を譲った。これにより、SLFPにおけるバンダラナイケ家の指導は継続し、一度1984年にSLFPを離党してスリランカ人民党（SLMP）に所属していたチャンドリカ・クマーラトゥンガもSLFPへと復党した。

### UNPへの移籍
1993年、ディンギリ・バンダー・ウィジェートゥンガ大統領政権下でアヌラは統一国民党（UNP）へ移籍し、高等教育大臣に就任した。しかし翌年の総選挙ではチャンドリカ・クマーラトゥンガ率いるSLFPが勝利し、さらに大統領選でも勝利した。この総選挙でアヌラ・バンダラナイケは全国選挙区から出馬し、当選を果たした。また2000年の総選挙でも彼はUNP党員としてガンパハ選挙区から出馬し、8万票以上を獲得して当選した。

### 国会議長就任
2000年10月18日、アヌラは国会議長に就任した。しかし、その翌年には再び選挙が実施されたため、彼の任期は2001年10月10日までのわずか1年間しかなかった。

### SLFPへの復党
2001年に実施された総選挙の際、アヌラはSLFPに復党した。彼自身は再選を果たしたが、SLFPは再び大敗を喫した。しかし2004年の総選挙では人民解放戦線（JVP）と協力して統一人民自由同盟（UPFA）を結成したSLFPが再び勝利した。アヌラ自身もガンパハ選挙区で再選し、観光・産業・投資大臣に就任した。2005年8月、当時外相を務めていたラクシュマン・カディルガマールが暗殺された事件を受け、後任にアヌラが就任することとなった。その際彼は産業・投資大臣を辞任したが、観光大臣は兼任し続けた。2005年に実施された大統領選挙において、SLFPはマヒンダ・ラージャパクサを公認候補として選出した。彼の勝利に伴い、アヌラ・バンダラナイケが首相に就任すると目されていたが、ラージャパクサはラトナシリ・ウィクラマナカを首相に指名した。この背景には、アヌラが大統領選において協力的でなかったと捉えられたことがあるとされている。また同時にSLFP党内でラージャパクサ派が次第に主導権を握るようになり、アヌラは周辺に追いやられるようになった。その結果、新政権では観光大臣の座しか与えられなかった。さらに彼はこの大統領選前にガンを患っていた。

## 死
2008年3月16日、アヌラ・バンダラナイケはコロンボの自宅で亡くなった。死因はガンであった。